# Mátyás Flórián
Mátyás Flórián (Felső-detrehem, 1818. május 3. – Pécs, 1904. április 2.) magyar jogász, nyelvész, történetíró, az Magyar Tudományos Akadémia tagja. Latinosított írói neve M[atthias] Florianus volt, de a Zephyrinust is használta.

## Élete és munkássága
Mátyás Flórián 1818. május 3-án született Felső-Detrehemben (Torda-Aranyos vármegye). Kolozsvárott, majd Keszthelyen, Kantán, Nagyszebenben és Eszéken járt iskolába, végül Pécsre került, ahol Kelemen József kanonok vette pártfogásába. 1834-ben Zadarban tanult, onnan indult itáliai útjára, alkalmi munkákból is fenntartva magát. 
1838-ban, miután bizonyítványát megszerezte, Raguzába (Dubrovnik) ment, ahol a piarista gimnáziumban helyezkedett el tanárként. Újabb vándorút után Pécsett végezte el a jogi kart, diplomáját 1842-ben szerezte meg. Jogi hivatását azonban nem gyakorolta, dunántúli főnemesi családoknál dolgozott házitanítóként. Nyelv- és történettudományi ismereteit is önképzéssel szerezte, számos nyelvet (pl. olasz, francia, német, latin, görög, szanszkrit, perzsa) utazásai során, illetve önszorgalomból tanult meg. 
Első tudományos munkája, a „Magyar–árja nyelvhasonlatok” 1856-ban jelent meg a Magyar Nyelvészet című folyóiratban. Ebben a nyelvhasonlító módszert használva a magyart az indoiráni nyelvekkel vetette össze. Első vitája a pozitivista iskolát megalapozó Hunfalvy Pállal is ekkor zajlott. Nézetei a később bírált, ún. romantikus (filozófiai) nyelvészetet képviselték. Mivel a korszak nyelvtudományában a rokonság kérdését a maitól eltérően fogták fel, a nyelvhasonlításban látták a megoldást, amely bármely nyelvre kiterjedhetett. Mátyás szóegyeztetéseivel („hasonlatok”) az indoiráni („árja”) népek és a magyar nép érintkezéseit akarta bizonyítani. Szóegyeztetéseit állandó támadások érték a finnugor (és török) nyelvhasonlítás úttörői részéről. 
Az Akadémia Mátyás Flórián nyelvhasonlító tevékenységét elismerendő 1858-ban felvette levelező tagjai sorába. Székfoglalóját 1859-ben „A hasonlító nyelvészetről, tekintettel nyelvünk ékirati fontosságára” címmel tartotta meg. 1859 és 1861 között Pécsett, a ciszterci főgimnáziumban oktatott, de aljegyző és törvényszéki bíró is volt. 1866-ban beválasztották a Nyelvtudományi Bizottságba. 
Nyelvtörténeti szótárán az 1860-as évek elejétől dolgozott, 1866 és 1869 között Veszprémben, Pannonhalmán és Esztergomban végzett levéltári kutatásokat. A szótár első két füzete Pesten jelent meg 1868–69-ben, a harmadik a saját finanszírozásában Pécsett 1871-ben. Mivel egyedül nem bírta végezni a sajtó alá rendezést és az akadémiai támogatás sem volt elégséges a továbbiakra, a szótár egyéb részei kéziratban maradtak. 
Nyelvtörténeti forráskutatásai során figyelme a történettudomány felé fordult, így szótárának kudarca után a nyelvészettől visszavonult, 1870 után már nem publikált e területen. Első történeti előadását 1866-ban tartotta az Akadémia ülésén „Anonymus időkora bizonytalan voltáról” címmel. A Századokban és a Magyar Történeti Problémákban jelentette meg írásait, többek között igazolni próbálta, hogy I. István születési éve 975. Történészi munkájában kedvenc időszaka a középkor, kedvenc témája pedig Anonymus vizsgálata volt, de az Árpád-házi királyokkal és a Hunyadiakkal is sokat foglalkozott. Történeti forrásgyűjtemények kiadását tervezte, amelyekben középkori munkákat (krónikák, legendák stb.) kritikai egybevetés után jelentett volna meg. Ez az ötkötetesnek tervezett, végül négy kötetben megjelent munka, a „Historiae Hungaricae fontes domestici” 1881 és 1885 között látott napvilágot. Az első Szent István és Imre herceg legendáit, a második Anonymus és Kézai krónikáját és a Bécsi Képes Krónika szövegét, a harmadik a dubnici, zágrábi, váradi krónikát közölte, a negyedikben a pozsonyi krónika, valamint Rogerius és Ranzanus történeti munkája jelent meg. A kötetek iránt igen nagy volt az érdeklődés, minden példánya elkelt. 
1883-ban Mátyás Flórián átkérte magát az Akadémia Bölcseleti, Társadalom- és Történettudományok Osztályába. 1898-ban választották rendes taggá, székfoglalóját „A magyarok első hadjáratai Európában” címmel tartotta meg. Pécsett hunyt el 1904. április 2-án, 86 évesen. Gazdag könyvtára a pécsi városi múzeumba került. 

## Főbb művei
- Mátyás Flórián: Magyar-árja nyelvhasonlatok,1857, Pécs: Lyceum Nyomda.
- Mátyás Flórián: A magyar nyelv finnítési törekvések ellenében, 1857, Pécs: Lyceum Nyomda.
- Mátyás Flórián: Észrevételek finnező véleményre a magyar ősvallásról, nyelvészeti viták, és ujabb magyar-árja nyelvhasonlatok, 1858, Pécs: Lyceum Nyomda.
- Mátyás Flórián: A hasonlító nyelvészetről tekintettel nyelvünk ékirati fontosságára, 1859, Magyar Akadémiai Értesítő 19: 99–115. (akadémiai székfoglaló)
- Mátyás Flórián: A magyar birtokviszony : nyelvszabályozási munkálat, 1860, Pécs: Lyceum Nyomda.
- Mátyás Flórián: Magyar nyelvtörténeti szótár-kisérlet, A Magy. Tud. Akadémia megbízásából. I–III. füzet. 1868, Pest és Pécs: Bartalits I. és Taizs M. Ny.
- Mátyás Flórián: Hildegund. XII. századi történet, 1868, Pest
- Mátyás Flórián: Asztrik Anasztáz első esztergomi érsek, és Sz. István 1001-ki oklevele fölött értekezik Mátyás Flórián, 1869, Buda.
- M. Florianus: Historiae Hungaricae fontes domestici 1-4, 1881-1885, Pécs-Lipcse-Budapest. (Vita sanctorum Stephani regis et Emerici ducis / ad fidem codicum seculi XII, XIII et XV-i recensuit, nonnulla eiusdem aetatis monumenta, disquisitionesque criticas adiecit M. Florianus; Chronica Hungarorum. I. magsitri P. Belae regis notarii, II. magistri Simonis de Keza; Gesta Hungarorum: III. Chronicon pictum Vindobonense / ad fidem codicum recensuit, observationes, disquisitionem de aetate Belae regis notarii et animadversiones criticas adiecit M. Florianus; Chronicon Dubnicense: Cum codicibus Sambuci Acephalo et Vaticano, cronicisque Vindobonensi picto et Budensi accurate collatum; Accesserunt II. Adnotationes chronologicae seculi XII et XIII-i; III. Chronicon Monacense; IV. Chronicon Zagrabiense et Varadiense; V. Joannis de Vtino brevis narratio de regibus Hungariae / recensuit et praefatus est M. Florianus; Chronica minora: I. Chronicon Posoniense; II. Magistri Rogerii Carmen miserabile; III. Adnotationes historicae; IV. Ducum ac regum Hungariae genealogia triplex; V. Petri Ransani Epitome rerum Hungaricarum / recensuit, et disquisitionem de anno natali S. Stephani regis adiecit M. Florianus)
- Mátyás Flórián: Történeti egyezések és tévedések, 1896, Budapest: Akadémia.
- Mátyás Flórián: Pogány szokások őseinknél. Roger és Tamás esperesek a nagy tatárjárásról, 1897, Budapest: Akadémia.
- Mátyás Flórián: A magyarok első hadjáratai Európában, 1898, Budapest: Akadémia.
- Mátyás Flórián: Egy honfoglalás előtti magyar hadjáratról Németországban és I. Endre, Kálmán királyaink halála évéről, 1898, Budapest: Akadémia.
- Mátyás Flórián: Chronologiai megállapítások hazánk XI. és XII. századi történeteihez, 1899, Budapest: Akadémia.
- S Mátyás Flórián: Szent László és Imre királyok végnapjai és II. Endre életévei, fogsága és temetése, 1900, Budapest: Akadémia.

## Külső hivatkozások
- Vita sanctorum Stephani regis et Emerici ducis / ad fidem codicum seculi XII, XIII et XV-i recensuit, nonnulla eiusdem aetatis monumenta, disquisitionesque criticas adiecit M. Florianus Kiadás adatai Lipsiae : [s. n.], 1881, [4], [IV], 236, [1] p., [1] t. (Historiae Hungaricae fontes domestici. Pars prima. Scriptores) [halott link]
- Chronica Hungarorum : I. magistri P. Belae regis notarii ; II. magistri Simonis de Keza ; Gesta Hungarorum : III. Chronicon pictum Vindobonense / ad fidem codicum recensuit, observationes, disquisitionem de aetate Belae regis notarii, et animadversiones criticas adiecit M. Florianus, Lipsiae : [s. n.], 1883, [4], VIII, 315 p. (Historiae Hungaricae fontes domestici. Pars prima. Scriptores ; 2.) [halott link]
- Chronicon Dubnicense : Cum codicibus Sambuci Acephalo et Vaticano, cronicisque Vindobonensi picto et Budensi accurate collatum ; Accesserunt II. Adnotationes chronologicae seculi XII et XIII-i ; III. Chronicon Monacense ; IV. Chronicon Zagrabiense et Varadiense ; V. Joannis de Vtino brevis narratio de regibus Hungariae / recensuit et praefatus est M. Florianus, Quinque-Ecclesiis : [s. n.], 1884, [4], [VI], 276 p. (Historiae Hungaricae fontes domestici. Pars prima. Scriptores ; 3.) [halott link]  Archiválva 2007. augusztus 10-i dátummal a Wayback Machine-ben
- Chronica minora : I. Chronicon Posoniense ; II. Magistri Rogerii Carmen miserabile; III. Adnotationes historicae ; IV. Ducum ac regum Hungariae genealogia triplex ; V. Petri Ransani Epitome rerum Hungaricarum / recensuit, et disquisitionem de anno natali S. Stephani regis adiecit M. Florianus ; auspiciis et sumtibus Academiae Scientiarum Hungaricae, Budapestini : [s. n.], 1885, [4], VIII, 298 p. (Historiae Hungaricae fontes domestici ; 4.) [halott link]
- Stemler Ágnes: Nyelvrokonság és nyelvtörténet. Mátyás Flórián nyelvtudományi munkássága; OSZK–Gondolat, Bp., 2004 (Nemzeti téka)